# Салонен, Нил Альберт
Нил Альберт Салонен (род. в 1946) — американский деятель Церкви объединения, учёный-политолог, эксперт по внешней политике, доктор наук[уточнить], выпускник Корнелльсского унерситета, член Ротари-клуба города Бриджпорт, был президентом Бриджпортского университета.
В 1972 году Салонен стал Президентом Церкви Объединения США. В 1974 году руководил пикетом-голодовкой «Национальная молитва и пост» в поддержку президента США Ричарда Никсона во время Уотергейтского скандала перед зданием Конгресса США, призывая граждан США не содействовать импичменту президента и тем самым не подрывать основы демократического устройства. Некоторые сенаторы выступили со словами одобрения в отношении организаторов данной акции.
В 1976 году встретился с Сенатором Робертом Доулом с целью снизить накал критики, направленной в адрес Церкви Объединения. В том же году он стал президентом фонда Верховенство свободы, антикоммунистической и про-южнокорейской пропагандистской организации.
В 1980 году Салонена на посту президента Движения Объединения США сменил Моуз Дарст.
В 1997 году он был церемониймейстером на «Церемонии благословения» для 20 тысяч помолвленных и уже состоящих в браке пар под руководством Мун Сон Мёна, которая прошла на Стадионе РФК в Вашингтоне[значимость факта?].
При Салонене годовой прирост студентов в университете Бриджпорт составил 12 % и достиг рекордной отметки 5323 студентов (данные 2008 года), по состоянию на 1991 год у университета был долг $22 млн и приём составлял 1100 студентов в год).
В 1999 году Салонен присвоил степень почетного доктора наук Университета Юриджпорта Виктору Степановичу Черномырдину. 
В 2002 году Салонен был избран членом совета ректоров (англ. Presidents Leadership Group) при Министерстве образования США. При Салонене университет претерпел несколько значимых преобразований, например впервые было установлено академическое партнерство с государственным университетом — с Университетом штата Коннектикут, была открыта Высшая фармацевтическая школа при университете, систематизирована система отбора студентов.

## Семья
Салонен живёт со своей женой Ребеккой и двумя детьми в браке уже более 25 лет с момента женитьбы на Церемонии благословения Мун Сон Мёна. Ребекка входит в совет директоров симфонического оркестра Грейтер Бриджпорт.